# 第158合同任務部隊
第158合同任務部隊（だい158ごうどうにんむぶたい、Combined Task Force 158、CTF-158）は、イラク戦争の後、2006年11月の国際連合安全保障理事会決議1723に基づき、2009年まで合同海上部隊の1つとしてペルシア湾の北部・イラク領海や石油プラットフォームの警備など海上治安活動を任務とした多国籍海上部隊であり、新イラク海軍・イラク海兵隊の建設を支援しつつ、アメリカ海軍、アメリカ沿岸警備隊、オーストラリア海軍、イギリス海軍など各国の海軍が人員や艦艇を拠出して編成され、アメリカ軍の中で中東を担当するアメリカ中央軍の隷下にある、アメリカ中央海軍・第5艦隊（同一人が司令官を兼任）が実務を担った。
2009年にイラク海上合同任務部隊に改称し、2011年一杯をもって正式に解散された。